# قول طاق
قول طاق (به لاتین: Qowl Taq) یک منطقهٔ مسکونی در افغانستان است که در ولایت بلخ واقع شده‌است.